# Сидоровка (Зилаирский район)
Сидоровка (баш. Сидоровка) — деревня в Зилаирском районе Республики Башкортостан Российской Федерации. Входит в состав Верхнегалеевского сельсовета.

## География

### Географическое положение
Расстояние до:
- районного центра (Зилаир): 72 км,
- центра сельсовета (Верхнегалеево): 12 км,
- ближайшей железнодорожной станции (Сибай): 117 км.

## Население
| 2002 | 2009 | 2010 |
| ---- | ---- | ---- |
| 210  | ↗248 | ↘226 |

Национальный состав
Согласно переписи 2002 года, преобладающая национальность — башкиры (94 %).

## Религия
В селе есть мечеть.